# Griffiniana capensis
Griffiniana capensis är en insektsart som beskrevs av Naskrecki 1994. Griffiniana capensis ingår i släktet Griffiniana och familjen vårtbitare. Inga underarter finns listade i Catalogue of Life.
Denna vårtbitare förekommer i norra delen av Västra Kapprovinsen i Sydafrika. Den lever i låglandet upp till 100 meter över havet. Arten vistas i landskapet Karoo.
Beståndet hotas av landskapsförändringar. Populationen är fortfarande stor. IUCN listar arten som livskraftig (LC).